# Yavorov Peak
Yavorov Peak (in lingua bulgara: Яворов връх, Yavorov vrach) è un picco coperto di ghiaccio, alto 640 m, situato nel Delchev Ridge, nei Monti Tangra, nell'Isola Livingston, delle Isole Shetland Meridionali, in Antartide. Il picco si eleva al di sopra del Sopot Ice Piedmont a nord e ovest e sul Ghiacciaio Strandzha a sudest.
La denominazione è stata assegnata in onore del famoso poeta bulgaro Pejo Javorov (1878–1914).

## Localizzazione
Il picco è posizionato alle coordinate 62°38′01″S 59°54′24″W}, subito a nordest del Trigrad Gap, 1,86 km a nordest del Delchev Peak, 760 m a nordovest del Spartacus Peak, 1 km a sud-sudest del Rodopi Peak e 690 m a ovest-sudoves dell'Elena Peak  (mappatura bulgara del 2005 e 2009).

## Mappe
- L.L. Ivanov et al. Antarctica: Livingston Island and Greenwich Island, South Shetland Islands. Scale 1:100000 topographic map. Sofia: Antarctic Place-names Commission of Bulgaria, 2005.
- L.L. Ivanov. Antarctica: Livingston Island and Greenwich, Robert, Snow and Smith Islands. Scale 1:120000 topographic map.  Troyan: Manfred Wörner Foundation, 2009.  ISBN 978-954-92032-6-4
- L.L. Ivanov. Antarctica: Livingston Island and Greenwich, Robert, Snow and Smith Islands. Scale 1:120000 topographic map. Troyan: Manfred Wörner Foundation, 2010. ISBN 978-954-92032-9-5 (First edition 2009. ISBN 978-954-92032-6-4)
- Antarctic Digital Database (ADD). Scale 1:250000 topographic map of Antarctica. Scientific Committee on Antarctic Research (SCAR). Since 1993, regularly upgraded and updated.
- L.L. Ivanov. Antarctica: Livingston Island and Smith Island. Scale 1:100000 topographic map. Manfred Wörner Foundation, 2017. ISBN 978-619-90008-3-0